# YU-M エンターテインメント
YU-Mエンターテインメント株式会社（ヤムエンターテインメント、英: YU-M Entertainment）は、日本の芸能プロダクション。代表は山田昌治。2016年設立。

## 沿革
2016年（平成28年）6月、アップフロントグループでアップアップガールズ（仮）（アプガ）、吉川友のマネージメントを担当していた山田昌治が独立。
2017年（平成29年）2月、アプガの妹グループとしてアップアップガールズ（2）結成。また、同年5月にはDDTプロレスリングとタッグを組んで「アップアップガールズ（プロレス）」を結成することを発表、8月27日の@JAM EXPO 2017で初ステージ、2018年1月4日には東京女子プロレスの後楽園ホール大会でデビュー戦を行った。
2019年（令和元年）8月1日、元アンジュルムの和田彩花が芸能活動を再開するにあたり当社に所属。ちなみに、山田はスマイレージとしてメジャーデビューした当時のマネージャーである。
2019年（令和元年）9月、山田がmichitomo、劔樹人と共にYouTubeチャンネル「Around 40 Japanese Guyz」を立ち上げ。配信のゲストにサクライケンタを迎えたことをきっかけとして、同年12月、アップアップガールズ（2）とサクライが代表を務めるekoms所属のクマリデパートによる期間限定コラボユニット「クマニキ」を結成。
2020年（令和2年）3月13日から14日にかけて、ニコニコ生放送で「25時間半テレビ 〜アイドルと未来へ向かう場所〜 #愛で山田を救ってくれ」を配信。女性タレントが多く所属し、長時間のライブやプロレスなど激しい運動を伴う事務所柄、女性が自分らしく活躍できる社会を目指すプロジェクト「#NoBagForMe」に和田彩花が参加したことをきっかけに所属タレントのヘルスケアに力を入れる。その一環として、所属アイドルやマネージャー全員がユニ・チャーム株式会社の生理用品ブランド「ソフィ」による企業向け研修プログラムに参加し、全社を挙げて生理への理解を深める。

## 所属タレント・ユニット
辻希美はアップフロントクリエイトと提携している。以前は多くのタレントがアップフロントグループと提携していたが、2023年1月からは辻のみ提携に変更されている。
※ 事務所ホームページの表記順（2025年6月現在）
- アップアップガールズ（仮）
  - 青柳佑芽
- 吉川友
- アップアップガールズ（2）
  - 髙萩千夏、鍛治島彩、島崎友莉亜、新倉愛海
- 仙石みなみ
- アップアップガールズ（プロレス）
  - らく、渡辺未詩、鈴木志乃、高見汐珠
- 辻希美（アップフロントグループ・アップフロントクリエイトと業務提携）
- 佐保明梨
- でか美ちゃん
- 吉川茉優
- 八木沙季
- 中川千尋
- 関根梓
- 岸本ゆめの
- UP UP NEW AGE ネオアゲ
  - MINA、AYAKA、MARIN、RURINA、IROHA
- 小山星流
- 佐々木ほのか

## 過去の所属タレント・ユニット
- 元アップアップガールズ（仮）
  - 佐藤綾乃
  - 古川小夏
  - 森咲樹
  - 新井愛瞳
  - 工藤菫
  - 鈴木あゆ
  - 古谷柚里花
  - 鈴木芽生菜
  - 住田悠華
- 元アップアップガールズ（2）
  - 中沖凜
  - 橋村理子
  - 森永新菜
- 元アップアップガールズ（プロレス）
  - ぴぴぴぴぴなの
  - 乃蒼ヒカリ
- 和田彩花（アップフロントクリエイトと業務提携。2024年8月1日よりフリーランス）

## 代表取締役・山田昌治
マナセプロダクション代表取締役・曲直瀬道枝の長男。渡辺プロダクションの渡邊美佐は伯母にあたる。
略歴
芸能に関する仕事をしたいと思ったが、親の会社に入ったら逃げ出せなくなると思い、縁もゆかりもないアップフロントに入社。モーニング娘。、後藤真希、松浦亜弥などを担当した。その後、テレビ局の営業部署に異動し、里田まいや矢口真里を担当し、マネジメントの部署に戻ってスマイレージを担当。
2011年（平成23年）2月、ハロプロエッグ（現在のハロプロ研修生）を解雇されたメンバーを集めて「アップアップガールズ（仮）」を立ち上げる。結成当初は、ほぼ誰にも注目されずにいたが、富士山登頂ライブ、ホノルル駅伝ライブ、自衛隊体験入隊ライブ、2時間踊りっぱなしのノンストップライブなど、山田独自の独創的な戦略が彼女たちを再生させ、ブレイクさせた。さらにセールス・興行・サプライズ告知にレーベルの嶺脇育夫社長、ダンスに竹中夏海、音楽にmichitomoやPandaboY、ヴォイトレに杉浦良美と、複数人のトロイカ体制が敷かれ、マネージャー役の山田昌治が精神的支柱となった。時には心を鬼とする姿から「鬼軍曹」と呼ばれることもある。
母親が高齢になってきてこともあり、仕事を手伝うことも視野に入ってきたのでサラリーマンを続けるのではなく、独立することを決めた。その理由を含めてオーナーの山﨑直樹に相談したところアップアップガールズ（仮）や吉川友を連れて自分で会社を始めたら良いって言ってくれ、会社を設立した。山田は今でもアップフロントには頭が上がらず、友好関係を保っている。
2016年（平成28年）8月、ネットのAbemaTVにアプガの番組『アイドルアップデート』が放映。『アイドルが武道館借りてみた、けど...』という特番で「YU-Mエンターテインメント」が出来た過程を紹介。山田を社長に3人で会社を立ち上げ、独立。アプガや吉川友がアップフロントクリエイトからYU-Mに移籍したという。会社と山田のヒストリーを知ってもらう。その後、武道館ライブのためにクラウドファンディングを仕掛け、多くの人から支持を受け、目標資金は達成した。
TOKYO IDOL FESTIVALや@JAMやアイドル横丁やSEKIGAHARA IDOL WARS 〜関ケ原唄姫合戦〜など毎年参加し、アイドル合同フェスの中心的なポジションとなっている。特に夏場は大きなフェスに積極的な参加をしており、山田の元で育つユニットはフィジカルが強い傾向にある。休みなく日に2～3会場もざら。このフットワークの軽さはハロプロや他の今までのアイドルにはなかった。
2019年（令和元年）にYouTubeチャンネルを開設、3人組ユニット「Around 40 Japanese Guyz」を立ち上げる。事務所社長が発信することで注目を集める。2020年（令和2年）にニコニコ生放送で「25時間半テレビ 〜アイドルと未来へ向かう場所〜 #愛で山田を救ってくれ」を配信。さらに人気YouTube番組「街録ch〜あなたの人生、教えて下さい〜」に出演し、今後のビジョンを語った。常に時代の半歩先を歩き、新たなタレント像を模索している。

## ラジオ
- YU-M エンターテインメントのヤムヤムヤミー（2019年12月11日 - 、南海放送）[27]　※社名冠
  - 「痛快!杉作J太郎のどっきりナイト7→痛快!杉作J太郎のどっきりナイト3」水曜日内で放送